# Младенович, Богдан
Богдан Младенович (серб. Богдан Младеновић; 4 апреля 1996, Белград, Союзная Республика Югославия) — сербский футболист, нападающий клуба «Уси Угоу». Выступал в сборной Сербии.

## Карьера

### Клубная карьера
Богдан является воспитанником клуба «Рад», за основную команду которого нападающий дебютировал 7 марта 2015 года во встрече с «Вождовацем». 10 мая того же года Младенович отметился первым забитым мячом, принеся своей команде победу над «Ягодиной».
В сезоне 2014/15 Богдан провёл 11 матчей в чемпионате и забил 1 мяч, в следующем — 17 игр.

### Карьера в сборной
29 сентября 2016 года Богдан принял участие в товарищеской встрече сборной Сербии, за которую выступали лучшие игроки внутреннего чемпионата, со сборной Катара.